# Kevin O’Connor (Fußballspieler, 1985)
Kevin O’Connor (* 19. Oktober 1985 in Dublin) ist ein irischer Fußballspieler.

## Sportlicher Werdegang
Der in der irischen Hauptstadt geborene O’Connor durchlief die Jugendakademie der Wolverhampton Wanderers, wurde anschließend Stammspieler in der Reservemannschaft, blieb aber unter dem damaligen Cheftrainer Glenn Hoddle in der A-Mannschaft unberücksichtigt. Stattdessen lieh man den jungen Mittelfeldspieler, dessen ältere Brüder James und Danny ebenfalls im Profifußball aktiv sind, im März 2006 an den Viertligisten Stockport County aus, wo er bis zum Ende der Saison 2005/06 sieben Ligaspiele absolvierte und ein Tor schoss. Sein Debüt gab er dabei am 8. April 2006 als Einwechselspieler anlässlich des 3:3-Remis gegen Cheltenham Town.
Mit der Verpflichtung seines Landsmanns Mick McCarthy als neuem Trainer stiegen O’Connors sofort. Er kam am 5. August 2006 gegen Plymouth Argyle zu seinem Ligadebüt für die Wolves und sorgte mit einem abgefälschten Schuss für das 1:1-Remis – der Treffer wurde nach dem Spiel als Eigentor des Franzosen Mathias Kouo-Doumbé gewertet. Nachdem er in den ersten drei Meisterschaftsspielen dauerhaft vertreten war, sorgte eine schwere Verletzung dafür, dass die Saison für ihn vorzeitig beendet war. Als er zu Beginn der Spielzeit 2007/08 weiter an der Wiederherstellung seiner Fitness arbeitete, bot ihm sein Klub eine Vertragsverlängerung um ein weiteres Jahr an und die Möglichkeit zu einer Ausleihe mit dem FC Gillingham an. Das zuletzt genannte Geschäft kam jedoch nicht zu Stande, zumal O’Connor als Jungvater die lange Reisedistanz scheute aber auch seine Verletzungsprobleme zurückkamen, die ihn im November 2007 zu einer Operation zwangen.
Im Mai 2008 verkündete die Vereinsführung der Wolverhampton Wanderers, dass O’Connors Vertrag nicht weiter verlängert werde, ihm aber weiterhin die Gelegenheit zur Rehabilitation in Wolverhampton stünde. Im September 2008 spielte der ehemalige irische Jugendauswahlspieler beim Viertligisten Port Vale bei Probetrainingseinheiten vor.
Im Jahr 2010 kehrte O’Connor in den niederklassigen Non-League football zurück und heuerte nach einem kurzen Gastspiel beim AFC Telford United im Juni 2010 beim sechstklassigen Ligakonkurrenten Worcester City an.
2012 kehrte O’Connor nach Irland zurück und spielte für die Bray Wanderers in der League of Ireland Premier Division. 2014 wechselte er zum Erstliga-Aufsteiger Longford Town.

## Privat
Kevin O’Connor hat zwei Brüder, die ebenfalls Fußball spielen. James O’Connor war bis 2014 aktiver Fußballspieler und ist jetzt Trainer des Louisville City FC in der US-amerikanischen United Soccer League. Sein anderer Bruder, Danny O’Connor, war auch bis Ende 2014 aktiv und spielte zuletzt zusammen mit Kevin bei den Bray Wanderers.